# Blauen (Szwajcaria)
Blauen (gsw. Blaue) – gmina (niem. Einwohnergemeinde) w północnej Szwajcarii, w kantonie Bazylea-Okręg, w okręgu Laufen. 31 grudnia 2020 roku liczyła 689 mieszkańców. 